# Bernhard Hoppe-Biermeyer
Bernhard Hoppe-Biermeyer (* 20. November 1961 in Paderborn) ist ein deutscher Politiker der CDU und seit 2017 Abgeordneter im Landtag von Nordrhein-Westfalen.

## Leben
Nach dem Abitur 1981 am Goerdeler-Gymnasium Paderborn leistete Hoppe-Biermeyer bis 1982 Grundwehrdienst bei der Bundeswehr in Augustdorf ab. Im Anschluss war er bis 2003 als freiberuflicher Journalist tätig. Von November 1991 bis Juni 1993 wirkte er als Wissenschaftlicher Mitarbeiter an der Southwest Texas State University in San Marcos (Texas). Seit 1997 ist er Inhaber der Werbeagentur „Technische Dokumentation, Werbung und PR-Beratung Bernhard Hoppe-Biermeyer“ mit Sitz in Delbrück.
Hoppe-Biermeyer trat 2004 in die CDU ein. Seit 2009 fungiert er als Pressereferent für den CDU-Stadtverband und die CDU-Ratsfraktion Delbrück. Seit 2004 ist er Sachkundiger Bürger im Rat der Stadt Delbrück.
Bei den Landtagswahlen 2017 und 2022 wurde Hoppe-Biermeyer jeweils als Direktkandidat im Wahlkreis 100 (Paderborn I) in den Landtag von Nordrhein-Westfalen gewählt. Das Direktmandat gewann er 2017 mit 56,3 % und 2022 mit 54,0 % der Erststimmen. Im Landtag war er in der 17. Legislaturperiode Sprecher der CDU-Fraktion im Ausschuss für Heimat, Kommunales, Bauen und Wohnen sowie Mitglied des Sport-, des Integrations- und des Wahlprüfungsausschusses.